# Tainan-Südbezirk
Tainan-Südbezirk (chinesisch 臺南市南區, Pinyin Táinán shì Nánqū, taiwanisch: Tâi-lâm-chhī Lâm-khu) ist ein Bezirk der regierungsunmittelbaren Stadt Tainan in der Republik China (Taiwan).

## Lage und Beschreibung

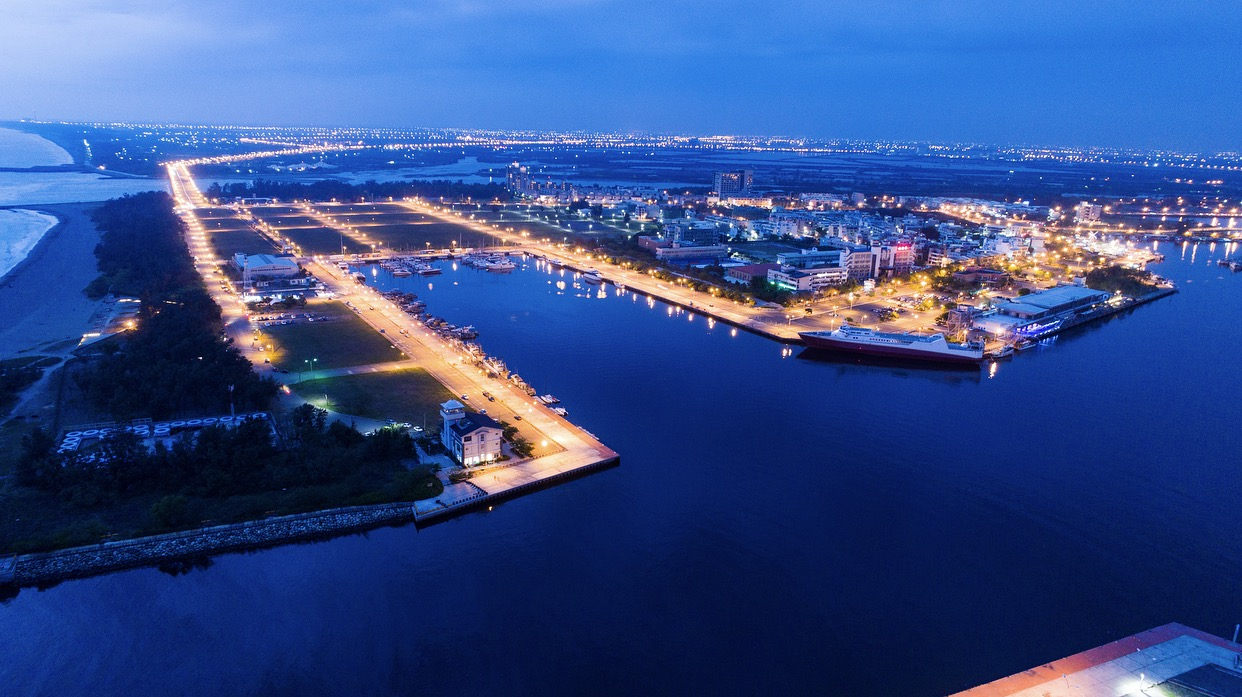
Der Fischereihafen Anping

Der Südbezirk liegt am südwestlichen Rand der Stadt Tainan. Er grenzt im Westen an die Taiwanstraße, im Norden an Anping und den Zentrum-Westbezirk, im Osten an Tainan-Ost und Rende sowie im Süden an die Bezirke Hunei und Qieding der Stadt Kaohsiung. Mit über 120.000 Einwohnern zählte der Südbezirk im Jahr 2024 zu den fünf bevölkerungsreichsten Bezirken Tainans.

## Geschichte

Der Beiji Dian

Die Gegend des heutigen Südbezirks war ursprünglich von taiwanischen Ureinwohnern von den Völkern der Siraya und Taivoan bewohnt. Seit Mitte des 17. Jahrhunderts wurde die Küste von chinesischen Einwanderern besiedelt. Trotz der Nähe zum Zentrum der Stadt Tainan, jahrhundertelang Taiwans Hauptstadt, war das Gebiet des Südbezirks bis ins 20. Jahrhundert hinein dünn besiedelt und von Fischerei, Salzgärten und Landwirtschaft geprägt.
Während der japanischen Herrschaft über Taiwan begann sich das Gebiet zu industrialisieren.  Im Jahr 1937 wurde hier der Flughafen Tainan eröffnet, der zunächst zivilen, dann im Verlauf des Pazifikkrieges militärischen Zwecken diente.
Die Verwaltungseinheit Südbezirk wurde nach der Übernahme Taiwans durch die Republik China 1945 eingerichtet. Im Zuge der fortwährenden Industrialisierung Tainans nahm die Bevölkerung des Bezirks in den folgenden Jahrzehnten erheblich zu, von etwa 24.000 Menschen im Jahr 1946 auf über 140.000 im Jahr 1991. Seitdem ist die Einwohnerzahl leicht, aber kontinuierlich gesunken und betrug im Oktober 2024 über 120.000.

## Verkehr und Wirtschaft

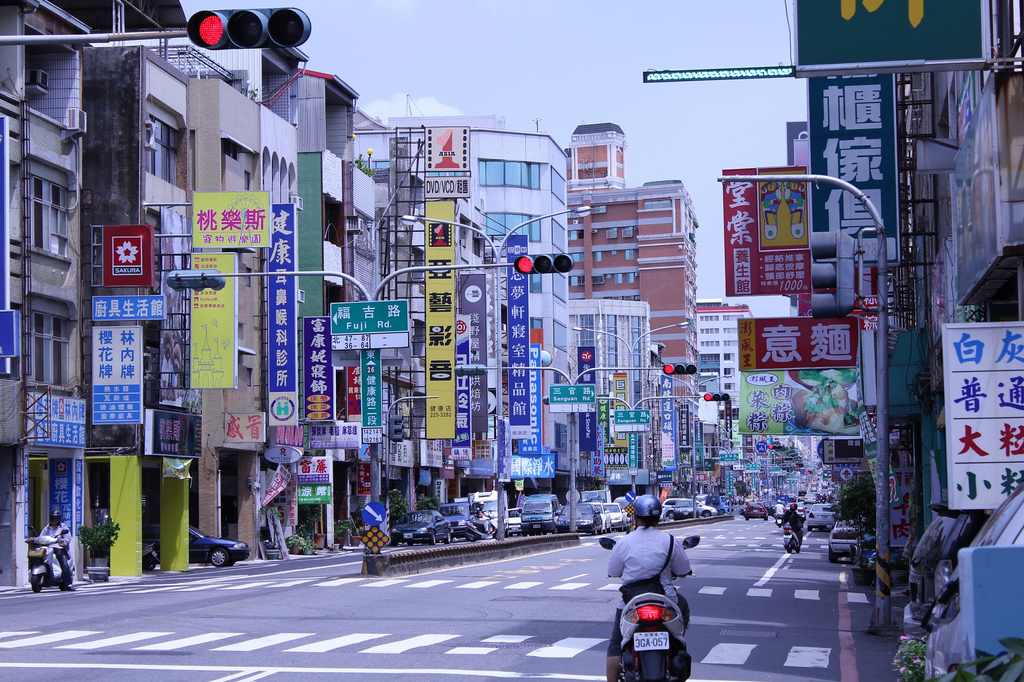
Die Jiankang Road

Der Südbezirk wird von den Provinzstraßen 17 und 17A (17甲) von Nord nach Süd durchlaufen. Vom Südbezirk aus führt die Provinz-Schnellstraße 86 in den Osten des Stadtgebiets. Die Provinzstraße 1 verläuft am östlichen Rand des Bezirks von Norden nach Süden.
Der Öffentliche Nahverkehr besteht aus einer Reihe von Buslinien.
Im Südbezirk befindet sich der Flughafen Tainan (臺南機場 Tainan Jichang, offiziell 臺南航空站 Tainan Hangkongzhan). Früher war er ein wichtiger Flughafen im Inlandsverkehr (Verbindung nach Taipeh im Norden), doch seine Bedeutung nahm nach der Inbetriebnahme der Nord-Süd-Hochgeschwindigkeitsbahn Taiwan High Speed Rail (THSR) im Jahr 2007 erheblich ab. Zurzeit werden regelmäßig nur noch die Inseln Penghu und Kinmen sowie Ho-Chi-Minh-Stadt in Vietnam angeflogen. Der Flughafen wird auch militärisch genutzt.
Im Norden des Bezirks liegt der moderne Hafen Anping (安平港 Anping Gang). Sein Vorläufer, der Alte Hafen Anping, liegt zwei Kilometer weiter nördlich und war etwa 200 Jahre lang Taiwans bedeutendster Hafen, bis seine Nutzbarkeit infolge von Versandung abnahm. Der neue Hafen wurde Ende des 20. Jahrhunderts geschaffen und teilt sich in einen Fischereihafen und einen Handelshafen.
Südlich des Hafens liegt der Anping-Industriepark (安平產業園區 Anping Chanye Yuanqu), in dem eine große Bandbreite von Branchen vertreten ist, wie z. B. die Lebensmittelindustrie, Textilindustrie, Papierindustrie, Holzindustrie, Kunststoffindustrie oder der Maschinenbau.

## Kultur und Sehenswürdigkeiten

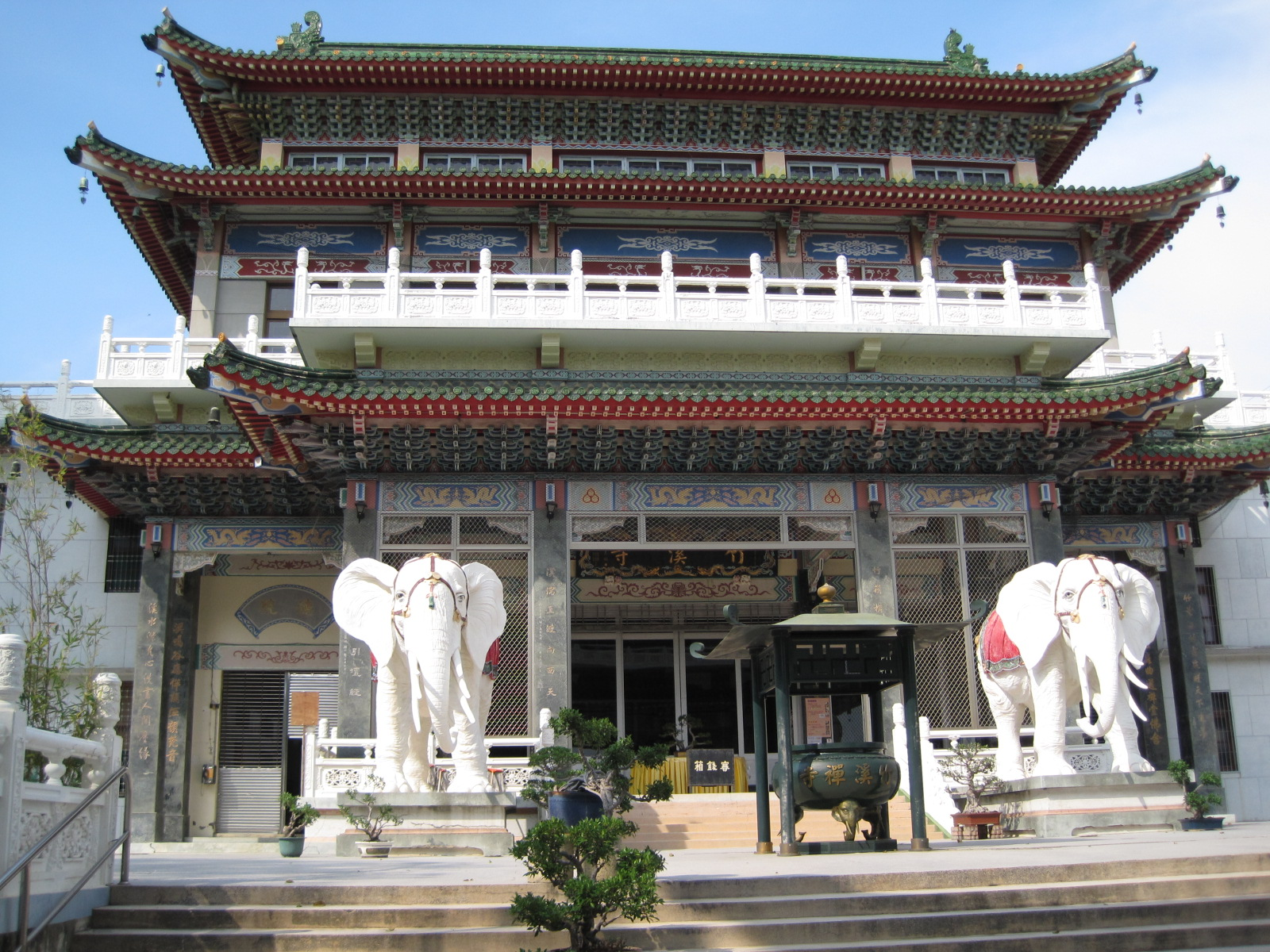
Der Zhuxi Si

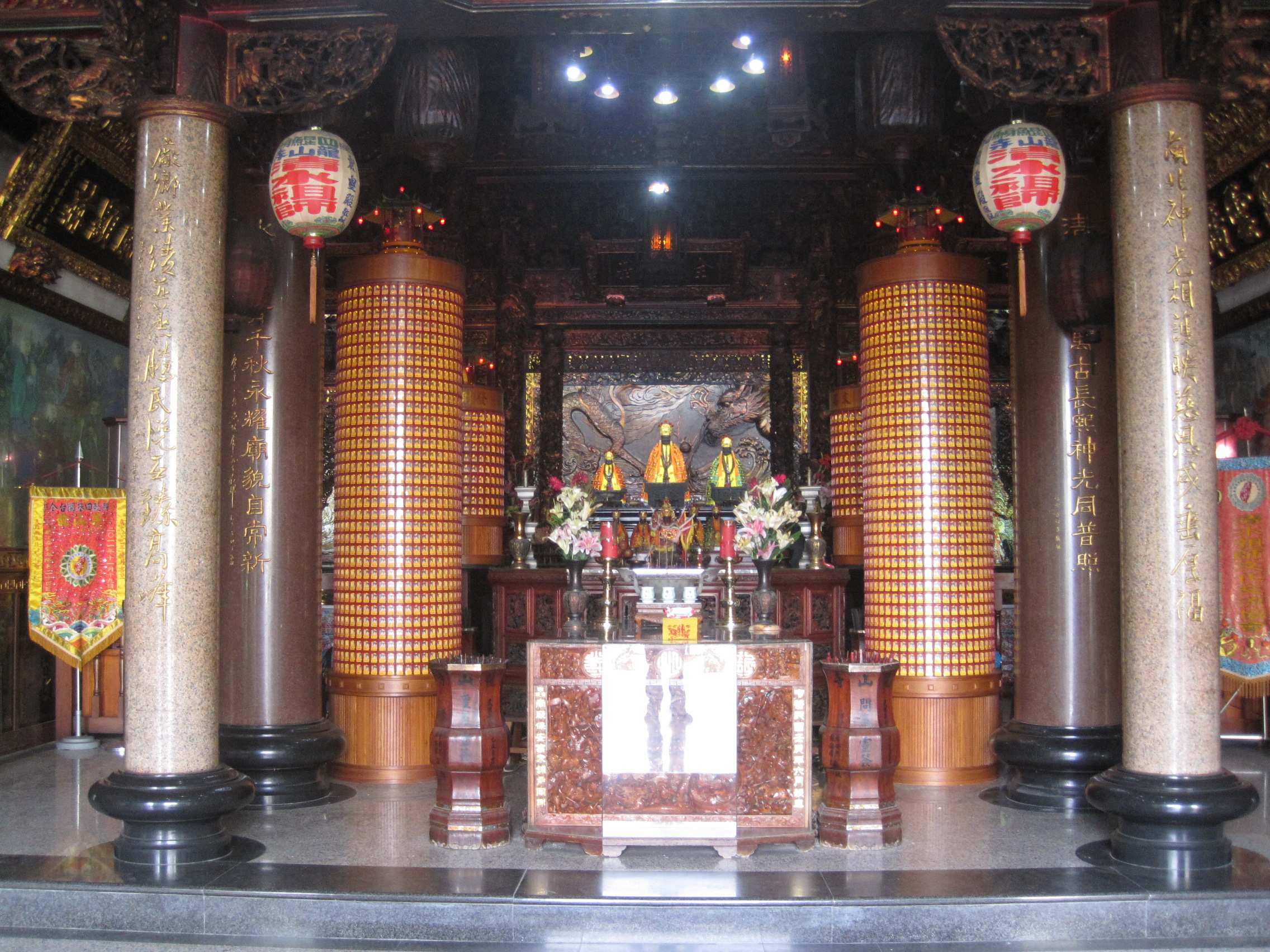
Im Sikunshen Longshan Si

Der Südbezirk beherbergt eine Reihe daoistischer und buddhistischer Tempel. Am bekanntesten ist der Zhuxi Si (竹溪寺) aus der zweiten Hälfte des 17. Jahrhunderts, der als eines der ältesten buddhistischen Heiligtümer Taiwans gilt. Der 1684 gegründete Yancheng Beiji Dian (鹽埕北極殿) mit seiner Hauptgottheit Xuantian Dadi im Dorf Yancheng war früher ein kleiner Tempel der Salzbauern an der Küste, bevor er im Lauf der Jahrhunderte zu einem Heiligtum von überregionaler Bedeutung wurde. Der Sikunshen Longshan Si (四鯤鯓龍山寺) im Ortsteil Kunshen aus dem Jahr 1665 gilt als der erste dem buddhistischen Heiligen Qingshui gewidmete Tempel Taiwans.
Der Südbezirk beherbergt das Tainan Municipal Baseball Stadium (台南市立棒球場 Tainan shili Bangqiuchang), das 12.000 Zuschauern Platz bietet.
Ein beliebter Ausflugsort ist die Goldene Küste (黃金海岸 Huangjin Haian), ein fünf Kilometer langer, zum Teil aus Sandstrand bestehender Küstenstreifen im Süden, an dem Besucher spazieren gehen, schwimmen, windsurfen oder den Sonnenuntergang genießen.